# Ґобо (Вакаяма)
Ґобо́ (яп. 御坊市, ごぼうし, ґобо сі) — місто в Японії, у західній частині префектури Вакаяма.
Засноване 1 квітня 1954 року шляхом об'єднання таких населених пунктів:
- містечка Ґобо повіту Хідака (日高郡御坊町)
- села Юкава (湯川村)
- села Фудзіта (藤田村)
- села Ноґуті (野口村)
- села Ната (名田村)
- села Сіоя (塩屋村)

В основі Ґобо лежить однойменне містечко в гирлі річки Хідака. Воно виникло при монастирі Хонґандзі секти Дзьодо-сінсю наприкінці 17 століття після насильного переселення ченців секти з Осаки Одою Нобунаґою. Місцеві жителі називали монастир Ґобо-сама, що дало назву містечку.
Сучасне місто Ґобо — центр лісообробки та квітництва.